# Asilus festivus
Asilus festivus là một loài ruồi trong họ Asilidae. Asilus festivus được Meigen miêu tả năm 1835. Loài này phân bố ở vùng Cổ Bắc giới.